# Buch (Treuen)
Buch ist ein Ortsteil der Stadt Treuen im Vogtlandkreis (Freistaat Sachsen). Die Siedlung gehörte ursprünglich zur selbstständigen Gemeinde Perlas, die am 13. Juli 1931 in Veitenhäuser umbenannt und am 1. Juli 1950 nach Treuen eingemeindet wurde.

## Geografie

### Lage
Buch liegt nordöstlich von Treuen im Osten des Naturraumes Vogtland im sächsischen Teil des historischen Vogtlands. Die Siedlung liegt auf einer Wasserscheide. Im Westen des Orts entspringt der Lammelsbach, der über die Trieb in die Weiße Elster entwässert. Der Dorfbach Wolfspfütz im Norden und der Lengenfelder Stadtbach im Nordosten entwässern in die Göltzsch.
In Buch befindet sich der Naturlehrpfad „Am Kreuzstein“, welcher als Rundweg angelegt ist und eine Länge von 3,5 km besitzt.

### Nachbarorte
| Perlas |                                             |      |
| Treuen | Kompassrose, die auf Nachbargemeinden zeigt | Eich |
|        | Veitenhäuser                                |      |

## Geschichte
Die Siedlung Buch östlich von Perlas wurde im Jahr 1791 unter dem Namen Bug erwähnt. Um 1814 stand lediglich ein einzelnes Haus am Buchenwald. Die Grundherrschaft über Buch lag bis in die Mitte des 19. Jahrhunderts beim Rittergut Treuen oberen Teils.
Die seit jeher zu Perlas gehörige Siedlung Buch lag bis 1856 im kursächsischen bzw. königlich-sächsischen Amt Plauen. 1856 wurde der Ort dem Gerichtsamt Treuen und 1875 der Amtshauptmannschaft Auerbach angegliedert. Seit 1865 führt die Bahnstrecke Herlasgrün–Oelsnitz ohne Halt westlich des Orts entlang.
Buch in der Flur von Perlas wurde mit der am 13. Juli 1931 in Veitenhäuser umbenannten Gemeinde Perlas am 1. Juli 1950 nach Treuen eingemeindet. Durch die zweite Kreisreform in der DDR kam Buch als Ortsteil der Stadt Treuen im Jahr 1952 zum Kreis Auerbach im Bezirk Chemnitz (1953 in Bezirk Karl-Marx-Stadt umbenannt), der ab 1990 als sächsischer „Landkreis Auerbach“ fortgeführt wurde und 1996 im Vogtlandkreis aufging.

## Verkehr
Die Flur von Buch wird im Westen von der durch die Vogtlandbahn betriebenen Bahnstrecke Herlasgrün–Falkenstein begrenzt. Im Südosten von Buch mündet die Staatsstraße 293 in die Staatsstraße 299 ein.